# Фролов, Александр Алексеевич
Алекса́ндр Алексе́евич Фроло́в (5 июля 1996, Ржев, Тверская область, Россия — 3 ноября 2023, Новосёловка, Пологовский район, Запорожская область, Украина) — российский военнослужащий, капитан, командир радиотехнической батареи зенитного ракетного дивизиона. Герой Российской Федерации (2024, посмертно).

## Биография
Родился 5 июля 1996 года в Ржеве Тверской области.
Учился в военном училище. После его окончания служил на офицерских должностях в зенитом ракетном дивизионе в одной из воинских частей. Принимал участие в военной операции России в Сирии. Служил в должности командира радиотехнической батареи зенитного ракетного дивизиона в ходе вторжения России на Украину.
Погиб в 2023 году на Украине в ходе ракетного удара. Согласно утверждению российских СМИ, Фролов спас подчинённого, накрыв его своим телом. Похоронен 13 ноября 2023 года у себя в родном городе Ржеве.

## Звания и награды
- Герой Российской Федерации (8 апреля 2024, посмертно)[4];
- медаль «За воинскую доблесть» II степени;
- медаль «Участнику военной операции в Сирии».

## Память
- в честь Александра названа улица в городе Ржев[6];
- на здании средней школы №7 города Ржева, в которой учился Фролов А.А., установлена мемориальная доска[7].